# The Encyclopedia of Science Fiction
The Encyclopedia of Science Fiction (рус. Энциклопедия научной фантастики) — англоязычный справочник, посвящённый научной фантастике Западной Европы и Америки. Первое издание вышло в 1979 году. С ноября 2011 года свободно доступна on-line версия.
Издание 1993 года стало примерно в 3—4 раза толще, причём не столько за счёт включения новых статей, сколько за счёт фундаментальной переработки существующего материала.

## История
Первое издание, отредактированное Питером Николсом с Джоном Клютом , было опубликовано Гранадой в 1979 году. Позже оно было переименовано в «Научно-фантастическую энциклопедию», когда она была опубликована в США изданием Doubleday. Его текст сопровождался многочисленными черно-белыми фотографиями авторов, обложек книг и журналов, кадров из фильмов и ТВ, а также примерами работ художников.
Второе издание, совместно отредактированное все теми же Николсом и Клютом, было опубликовано в 1993 году издательством Orbit в Великобритании и издательством St. Martin's Press в США. Второе издание содержало 1,3 миллиона слов, почти вдвое больше, чем 700 000 слов издания 1979 года. Издание от 7 августа 1995 года в мягкой обложке включало шестнадцать страниц аддендума. В отличие от первого издания, печатные версии не содержали иллюстраций. В 1995 году была выпущена версия на CD-ROM, которая называлась «Мультимедийная энциклопедия научной фантастики» и «Научная фантастика Гролье». Он содержал текстовые обновления до 1995 года, сотни обложек книг и фотографий авторов, небольшое количество старых рекламных роликов и авторские видеоклипы, взятые из серии TVOntario Prisoners of Gravity.
Дополнительным томом, опубликованным после второго печатного издания и в строгом соответствии с его форматом, является «Энциклопедия фантазий», отредактированная Джоном Клютом и Джоном Грантом. 
Все печатные и CD-издания в настоящее время не издаются.
В июле 2011 года издательская группа «Орион» объявила о том, что третье издание «Научно-фантастической энциклопедии» будет выпущено онлайн в том же году SFE Ltd совместно с Victor Gollancz, издательством научной фантастики от «Ориона». «Бета-текст» третьего издания был опубликован онлайн 2 октября 2011 года под редактурой Джона Клюта, Дэвида Лэнгфорда, Питера Николлса (в качестве почетного редактора до его смерти в 2018 году) и Грэма Слайт. Энциклопедия регулярно (как правило, несколько раз в неделю) обновляется редакционной группой, причем все материалы написаны ими самими и предоставлены научными фантастами и экспертами. Она получила премию Хьюго за лучшую связанную работу в 2012 году. Хотя SFE является сложной работой со значительным числом авторов, три главных редактора (Клют, Лэнгфорж и Николлс) сами написали почти две трети из всех 5,2 миллиона слов (на сентябрь 2016 г.).

## Содержание
«Энциклопедия научной фантастики» содержит записи по категориям: авторы, темы, терминология, научная фантастика разных стран, фильмы, режиссеры, телевидение, журналы, комиксы, иллюстраторы, издатели книг, оригинальные антологии, награды и прочее.
Онлайн-издание «Энциклопедии научной фантастики» было выпущено в октябре 2011 года, и в нем было опубликовано 12 230 статей на общую сумму 3 200 000 слов. Редакторы предсказывали, что оно будет содержать 4 000 000 слов после завершения первого раунда обновлений в конце 2012 года; эта цифра была фактически достигнута в январе 2013 года, а предел в 5 000 000 слов - в ноябре 2015 года.

## Отзывы
Вероятно, является лучшей из энциклопедий фантастики. Её первое издание стало настольной книгой любого, кто не просто читает фантастику, но интересуется этим жанром самим по себе.